# (3928) Ранда
(3928) Ранда (нем. Randa) — астероид из группы главного пояса. Он был открыт 4 августа 1981 года в обсерватории Циммервальд Бернского университета швейцарским астрономом Паулем Вильдом. Назван в честь швейцарской горной деревушки, исходного пункта многих альпинистских восхождений в Альпах, Ранды.
Номер астероида повторяет почтовый индекс швейцарской Ранды.
Вокруг Солнца астероид Ранда обращается за 3,37 земного года.